# Burlington (Iowa)
Burlington é uma cidade localizada no estado americano de Iowa, no Condado de Des Moines.

## Demografia
Segundo o censo americano de 2000, a sua população era de 26.839 habitantes. 
Em 2006, foi estimada uma população de 25.464, um decréscimo de 1375 (-5.1%).

## Geografia
De acordo com o United States Census Bureau tem uma área de 
38,4 km², dos quais 36,4 km² cobertos por terra e 2,0 km² cobertos por água. Burlington localiza-se a aproximadamente 185 m acima do nível do mar.

## Cidades Irmãs
Burlington possui uma cidade irmã, designada pela Sister Cities International:
- Barbacena, Brasil

## Localidades na vizinhança
O diagrama seguinte representa as localidades num raio de 16 km ao redor de Burlington. 